# Monteiroa glomerata
Monteiroa glomerata là một loài thực vật có hoa trong họ Cẩm quỳ. Loài này được (Hook. & Arn.) Krapov. mô tả khoa học đầu tiên năm 1951.